# The Warlord
Terry Scott Szopinski, né le 28 mars 1962, est un catcheur professionnel américain mieux connu sous son nom de ring The Warlord. Il a été pendant un temps celui qui est resté le moins longtemps sur un ring de Royal Rumble, n'étant resté que 2 secondes au Royal Rumble 1989, mais le record a été battu par Santino Marella en 2009 (1 seconde).

## Carrière de catcheur

### Entraînement et débuts
Alors que Szopinski s'entraîne dans un gymnase à Plymouth, il y rencontre les catcheurs Road Warrior Animal et Road Warrior Hawk. Hawk et Animal trouvent que Szopinski a la condition physique pour devenir catcheur et ils décident de le recommander à Dusty Rhodes qui en plus d'être catcheur organise et scénarise les matchs de la Jim Crockett Promotions (en). Il s'entraîne auprès de Eddie Sharkey (en) dans un gymnase qui n'a pas de ring.
Il commence sa carrière après seulement deux mois d'entraînement et n'impressionne pas le public. Il part ensuite à la Central States Wrestling où il devient champion par équipes de la National Wrestling Alliance Central States avec Karl Kovac le 8 juin 1987 où ils remportent un tournoi. Kovac se fait renvoyer et The Warlord part au Japon courant juin.

## Palmarès
- American Pro Wrestling Alliance (APWA)
  - 1 fois champion du monde par équipes de la APWA avec The Barbarian[6]
- Central States Wrestling
  - 1 fois champion par équipes de la National Wrestling Alliance Central States avec Karl Kovac[5]
- Mid-Atlantic Championship Wrestling (en)
  - 1 fois champion du monde par équipes de trois de la National Wrestling Alliance avec The Barbarian et Ivan Kolloff[7]
- Wrestle Association-R
  - 1 fois champion du monde par équipes de trois avec Bob Backlund et Scott Putski[8]